# Escola da Manipulação
A Escola da Manipulação, como ficou conhecido um grupo de teóricos dos Estudos da Tradução, trouxe para essa área do conhecimento um novo paradigma, em que a prática da tradução passa a ser vista como descritiva, orientada ao texto-alvo, funcional e sistêmica, em contraste às abordagens prescritivas, orientadas para o texto-fonte, linguísticas e estruturalistas - que dominavam a discussão tradutória desde os primeiros comentários de Cícero, no século I a.C., passando pelos de São Jerônimo no século V d.C., de Martinho Lutero no século XVI e os de Eugene Nida, já no século XX.
As pesquisas deste grupo se desenvolveram principalmente a partir da década de 1970, e todas partem do pressuposto de que a tradução literária sempre implica um grau maior ou menor de manipulação por parte do tradutor, que vai depender da função do texto-alvo. Seu marco inicial foi a publicação do livro The Manipulation of Literature, organizado em 1985, por Theo Hermans, cujo objetivo era apresentar um novo modelo de tradução literária que contasse com um amplo aporte teórico e prático, e incluía autores como Gideon Toury, José Lambert, Hendrik van Gorp, Susan Bassnett e André Lefevere, que veem a tradução como uma das vertentes da Literatura Comparada.

## História
Essa escola de pensamento tem origem com os formalistas russos, os linguistas do Círculo de Praga e com os trabalhos de James Holmes, Gideon Toury e Itamar Even-Zohar. Além de contribuir para os estudos descritivos da tradução, Holmes sugere que se deve levar em conta aspectos como linguagem, situação literária e contexto sociocultural quando se realiza uma tradução. Por sua vez, Even-Zohar e sua teoria dos polissistemas descrevem a vida literária de uma determinada cultura ou país como um sistema em que a tradução é integrada a outros textos como forças em um sistema dinâmico. As traduções, assim como outros textos dentro do sistema, lutam pelo poder, ou melhor, são utilizadas como instrumentos na luta pelo poder. Toury, partindo desses pressupostos, desenvolveu a noção de normas e maneiras de identificá-las e classificá-las. As normas de Toury são restrições externas impostas pela sociedade ao tradutor, que ele divide em três tipos: preliminares, operacionais e linguístico-textuais. As normas preliminares determinam a direção da tradução, isto é, o texto que será traduzido e o par de línguas envolvido; as normas operacionais guiam as tomadas de decisão que devem ser feitas ao longo do processo tradutório; as normas linguístico-textuais, por sua vez, entram em ação no nível microtextual do texto, determinando aspectos como construção de períodos e escolhas de palavras.

## Conceitos
A Escola da Manipulação rompe com os conceitos estanques como o de equivalência e apresenta o tradutor como agente que opera entre duas culturas e é o responsável pela recepção do texto na cultura de chegada. Abandonando a preocupação com a fidelidade ao original antes privilegiada nos Estudos da Tradução, passa-se a valorizar mais o papel do tradutor, mostrando como este inevitavelmente exerce seu grau de influência – ou “manipula” – o texto conforme as normas das língua e cultura-alvo. Este foco no texto-alvo resulta em uma abordagem que vê os textos traduzidos como fatos históricos, sociais e culturais do meio de chegada.
Um dos motivos deste grupo de teóricos ter ficado conhecido como uma Escola, então, é a pressuposição das mesmas noções básicas, conforme elencado por Hermans na introdução de The Manipulation of Literature: a literatura é um sistema complexo e dinâmico; deve haver interação contínua entre os modelos teóricos e os estudos de caso da prática; a tradução literária dever vista sob um viés descritivo, orientado ao texto-alvo, funcional e sistêmico. Além disso, o grupo tinha em vista nos seus textos as normas e restrições que acompanham o trabalho da tradução e que se manifestam na produção e recepção destas obras, assim como na relação que elas terão entre os outros tipos de textos publicados na cultura-alvo.
A Escola da Manipulação não focava seus estudos em questões linguísticas do texto-fonte, pois o tradutor, segundo este viés dos Estudos da Tradução, produz pensando mais nas expectativas da cultura-alvo do que nas particularidades do texto-fonte e da cultura-fonte. Ideias essas que eram bem-aceitas no contexto atual, mas vistas como “escandalosas” à época, conforme explica Mary Snell-Hornby em seu livro The Turns of Translation Studies, de 2006. Gideon Toury foi precursor em ver a tradução como fato de um só sistema: o sistema-alvo e na percepção de que qualquer texto pode ser considerado tradução se aceito como tal na cultura-alvo.

## Virada Cultural
No início dos anos 1970, trabalhos como Meta-História – A Imaginação Histórica do Século XIX de Hayden White, Vigiar e Punir: Nascimento da Prisão de Michel Foucault e Esboço de uma Teoria da Prática de Pierre Bourdieu foram pioneiros do que, nas décadas seguintes, ficaria conhecida como a Virada Cultural. Esse movimento foi caracterizado por acadêmicos e críticos das Humanidades e das Ciências Sociais focando seus debates e pesquisas no que concerne à Cultura, abandonando as ideias da corrente filosófica positivista, até então em voga nessas áreas do saber. Dos membros da Escola da Manipulação, os que mais se associam a essa ideia são André Lefevere e Susan Bassnett; em 1990 coeditaram o livro Translation, History and Culture, composto por estudos apresentados na conferência de Warwick de 1988 que ilustram o conceito central da obra: a Virada Cultural.

## The Manipulation of Literature
O livro The Manipulation of Literature, organizado por Theo Hermans e publicado em 1985, que acabou cunhando o nome da Escola da Manipulação, é composto dos seguintes textos:
Introduction: Translation Studies and a New Paradigm - Theo Hermans
A Rationale for Descriptive Translation Studies - Gideon Toury
On Describing Translations - José Lambert & Hendrik van Gorp
Second Thoughts on Translation Criticism: A Model of its Analytic Function - Raymond van den Broeck
How Distinct are Formal and Dynamic Equivalence? - Maria Tymoczko
Ways Through the Labyrinth Strategies and Methods for Translating Theatre Texts - Susan Bassnett-McGuire
Images of Translation Metaphor and Imagery in the Renaissance: Discourse on Translation - Theo Hermans
Translation and Literary Genre: The European Picaresque Novel in the 17th and 18th Centuries - Hendrik van Gorp
Translated Literature in France, 1800-1850 - José Lambert, Lieven D'hulst & Katrin van Bragt
The Survival of Myth: Mandel'shtam's "Word" and Translation - Leon Burnett
The Response to Translated Literature: A Sad Example - Ria Vanderauwera

Why Waste Our Time on Rewrites? The Trouble with Interpretation and the Role of Rewriting in an Alternative Paradigm - Andre Lefevere.